# Sitiveni Cavuilagi
Sitiveni Cavuilagi (ur. 26 lipca 1994 w Ba) – fidżyjski piłkarz grający na pozycji pomocnika w klubie Lautoka FC oraz reprezentacji Fidżi.
W swojej karierze grał także w Ba FC. W drużynie narodowej zadebiutował 28 maja 2017 przeciwko Wyspom Salomona. Został powołany na Puchar Narodów Oceanii 2024. Na tym turnieju zdobył bramkę w półfinałowym meczu z Vanuatu. 